# Leones Vegetarianos Fútbol Club
Il Leones Vegetarianos Fútbol Club è una società calcistica equatoguineana, con sede a Malabo.

## Palmarès

### Competizioni nazionali
- Copa de S.E. el Presidente de la República: 1

2014